# Северна Македония (книга)
Вижте пояснителната страница за други значения на Северна Македония.
„Северна Македония. Исторически издирвания. С образи и карти“ (изписване до 1945 година: „Сѣверна Македония. Исторически издирванья. Съ образи и карти“) e книга от Йордан Иванов – български литературен историк, археолог и фолклорист, и съдържа историческите издирвания на автора за историята на Кюстендилския край от античността до Освобождението на България (1878). Издадена е в София през 1906 г.
Състои се от 12 глави. Глава I е посветена на антична Пауталия и нейната околност, глава II - на средновековния Велбъжд. Глава ІІІ разглежда развитието на християнството в Северна Македония и епископиите брагалнишка и велбъждска, глава IV проследява възникването, историята и падането под османска власт на Велбъждското княжество. В глава V, озаглавена „Кюстендилският санджак", е направен географско-исторически обзор на градовете, които се намират в тази област: Дупница, Радомир, Враня, Крива Паланка, Кратово, Щип, Велес, Радовиш, Струмица, Кочани и Куманово, както и на покрайнините: Краище и Пиянец. В глава VI се разглеждат земеделието и рударството в областта, в глава VII - Коласийската архиепископия. Кюстендил през XIX век е тема на глава VIII, а глава IX е посветена на Кюстендилската епархия през XIX век. В глава Х са поместени сведения за училищата в Щип, Кратово, Кюстендил и други, а в глава XI се дава информация за антични и средновековни епиграфски паметници с коментар от автора. Бележките на автора, изготвени след написването на ръкописа, са дадени в глава XII „Прибавки“ с препратки към съответните предходящи страници.
Книгата съдържа 420 страници, с 3 карти, 21 графични и 18 черно-бели фотоилюстрации, план, 5 факсимилета и 65 епиграфски паметника от латински, гръцки, славянски и турски извори и показалец на личните и географските имена. Тя е библиографска рядкост.